# Свежакова, Юлия Юрьевна
Юлия Юрьевна Свежакова (род. 4 апреля 1971 года) — российская актриса театра и кино.

## Биография
Юлия Свежакова родилась 4 апреля 1971 года в городе Кирово-Чепецке в семье актрисы и врача. Выступала в местном народном театре «Современник», руководителем которого была её мать Светлана Николаевна. В 1996 году окончила актёрский факультет Российской академии театрального искусства (РАТИ, прежде — ГИТИС), где занималась на курсе Владимира Левертова. В 1996 году приглашена в группу Московского ТЮЗа, где вскоре исполнила главную роль, Катерины, в спектакле «Гроза» А. Н. Островского, поставленном Генриеттой Яновской. За эту дебютную работу молодая актриса была отмечена в 1997 году призом симпатий газеты «Комсомольская правда» в номинации «Лучшая драматическая роль», а в 1998 году — премией «Хрустальная Турандот». Юлия участвует в таких спектаклях МТЮЗа, как: «Свидетель обвинения» (Грета); «Чёрный монах» (Таня Песоцкая), «Дама с собачкой». За создание в последней постановке образа Анны Сергеевны актриса получила премию «Чайка».
Также Юлия Свежакова сотрудничает с Театром наций, где занята в спектаклях «Рассказы Шукшина», «Figaro. События одного дня», «Любовницы» и «Разбитый кувшин».

## Фильмография
- 1992 — Свободная от мужчин —  эпизод
- 1999 — Барак — Ольга Воронцова
- 1999 — Чудесный сплав
- 2000 — Третьего не дано  —  Маша
- 2002 — Сладкий сон мой  —  Она
- 2003 — Москва. Центральный округ  —  Бабухина
- 2004 — Любительница частного сыска Даша Васильева 2  —  Яна
- 2004 — Дети Арбата — Зида
- 2004 — Звездочёт — Анна
- 2004 — Мужчины не плачут — Фаина Светланова
- 2005 — Далеко от Сансет-бульвара — Лидия Полякова в молодости
- 2007 — Девочка со спичками
- 2007 — Стикс — Зоя, жена Ивана Мукаева
- 2009 — Папины дочки — Маргарита Яковлевна, учительница младших классов
- 2011 — Чёрные волки — Надежда, библиотекарь
- 2017 — Большой — мать Юлии Ольшанской
- 2019 — Я — Дед Мороз — мама Матвея